# Cerit
Cerit ist eine Sammelbezeichnung für die beiden selten vorkommenden, Cer-haltigen Minerale Cerit-(Ce) und Cerit-(La) aus der Mineralklasse der „Silikate und Germanate“. Beide kristallisieren im trigonalen Kristallsystem mit der chemischen Zusammensetzung
- Cerit-(Ce) - (Ce,La,Ca)9(Fe3+,Mg)[(OH)3|SiO3(OH)|(SiO4)6]
- Cerit-(La) - (La,Ce,Ca)9(Fe3+,Mg)[(OH)3|SiO3(OH)|(SiO4)6]

und entwickeln meist nur kleine Kristalle im Millimeterbereich von rötlichbrauner bzw. hellgelber bis rosabrauner Farbe und grauweißer bis weißer Strichfarbe.
Es gibt zahlreiche Varianten von Cerit, in denen das Element Cer durch Lanthan oder Yttrium ersetzt ist.

## Etymologie und Geschichte
Beide Minerale wurden aufgrund ihres Anteils an Cer nach diesem benannt.
Der spätere Cerit-(Ce) wurde 1750 erstmals bei Bastnäs in der schwedischen Gemeinde Skinnskatteberg entdeckt. Axel Frederic Cronstedt nannte das Mineral auf Grund seiner hohen Dichte „Tungstein“ (schwedisch tungsten), jedoch fand Carl Wilhelm Scheele im Erz aus Bastnäs nicht das in anderen Tungsteinen vorkommende, von ihm entdeckte Element Wolfram. Er bezeichnete das Mineral darum als „falschen Tungstein“. Wilhelm von Hisinger und Jöns Jakob Berzelius untersuchten den falschen Tungstein chemisch genauer und erkannten schließlich, dass dieser ein bislang unbekanntes Element enthalten müsse, das sie nach dem Zwergplaneten Ceres Cerium nannten. Dementsprechend wurde von ihnen auch das Mineral benannt.
Cerit-(La) konnte dagegen erst 2001 im Materialnaja-Stollen im Hackmantal am Juksporr im russischen Chibinenmassiv nachgewiesen werden. Analysiert und beschrieben wurde das Mineral durch Yakov A. Pakhomovsky, Yury P. Men'shikov, Victor N. Yakovenchuk, Gregory Yu. Ivanyuk, Sergey V. Krivovichev und Peter C. Burns.

## Klassifikation
In der mittlerweile veralteten, aber noch gebräuchlichen 8. Auflage der Mineralsystematik nach Strunz gehörten Cerit-(Ce) und Cerit-(La) zur Mineralklasse der „Silikate und Germanate“ und dort zur Abteilung der „Inselsilikate mit tetraederfremden Anionen (Neso-Subsilikate)“, wo sie zusammen mit Kuliokit-(Y), Törnebohmit-(Ce) und Törnebohmit-(La) eine eigenständige Gruppe bildeten.
Die seit 2001 gültige und von der International Mineralogical Association (IMA) verwendete 9. Auflage der Strunz'schen Mineralsystematik ordnet Cerit-(Ce) und Cerit-(La) ebenfalls in die Klasse der „Silikate und Germanate“ und dort in die Abteilung der „Inselsilikate (Nesosilikate)“ ein. Diese Abteilung ist allerdings weiter unterteilt nach vorhanden weiteren Anionen und der Koordination der beteiligten Kationen, so dass die beiden Minerale entsprechend ihrer Zusammensetzung in der Unterabteilung der „Inselsilikate mit zusätzlichen Anionen und Kationen in meist [6] und > [6] Koordination“ zu finden sind, wo sie zusammen mit Aluminocerit-(CeCa) die unbenannte Gruppe 9.AG.20 bilden.
Auch die Systematik der Minerale nach Dana ordnet Cerit-(Ce) und Cerit-(La) in die Klasse der „Silikate und Germanate“ ein, dort allerdings in die bereits präziser definierte Abteilung der „Inselsilikate: SiO4-Gruppen und O, OH, F und H2O“. Hier sind die beiden Minerale Namensgeber der „Ceritgruppe“ mit der System-Nr. 52.04.06 und dem weiteren Mitglied Aluminocerit-(Ce) innerhalb der Unterabteilung „Inselsilikate: SiO4-Gruppen und O, OH, F und H2O mit Kationen in [6] und/oder > [6]-Koordination“.

## Kristallstruktur
Cerit-(Ce) kristallisiert trigonal in der Raumgruppe R3c (Raumgruppen-Nr. 161) mit den Gitterparametern a = 10,78 Å und c = 38,06 Å sowie 6 Formeleinheiten pro Elementarzelle.
Cerit-(La) kristallisiert ebenfalls trigonal in der Raumgruppe R3c (Nr. 161), allerdings mit den Gitterparametern a = 10,75 Å und c = 38,32 Å sowie 6 Formeleinheiten pro Elementarzelle.

## Eigenschaften
Wie bei allen Seltenerdmineralien enthält auch Cerit Spuren von Uran und Thorium. Aus diesem Grund werden die Minerale der Ceritgruppe als schwach radioaktiv eingestuft und weisen eine spezifische Aktivität von etwa 1403 Bq/g (Cerit-(Ce)) bzw. 1231 Bq/g (Cerit-(La)) auf (zum Vergleich: natürliches Kalium 31,2 Bq/g).

## Bildung und Fundorte

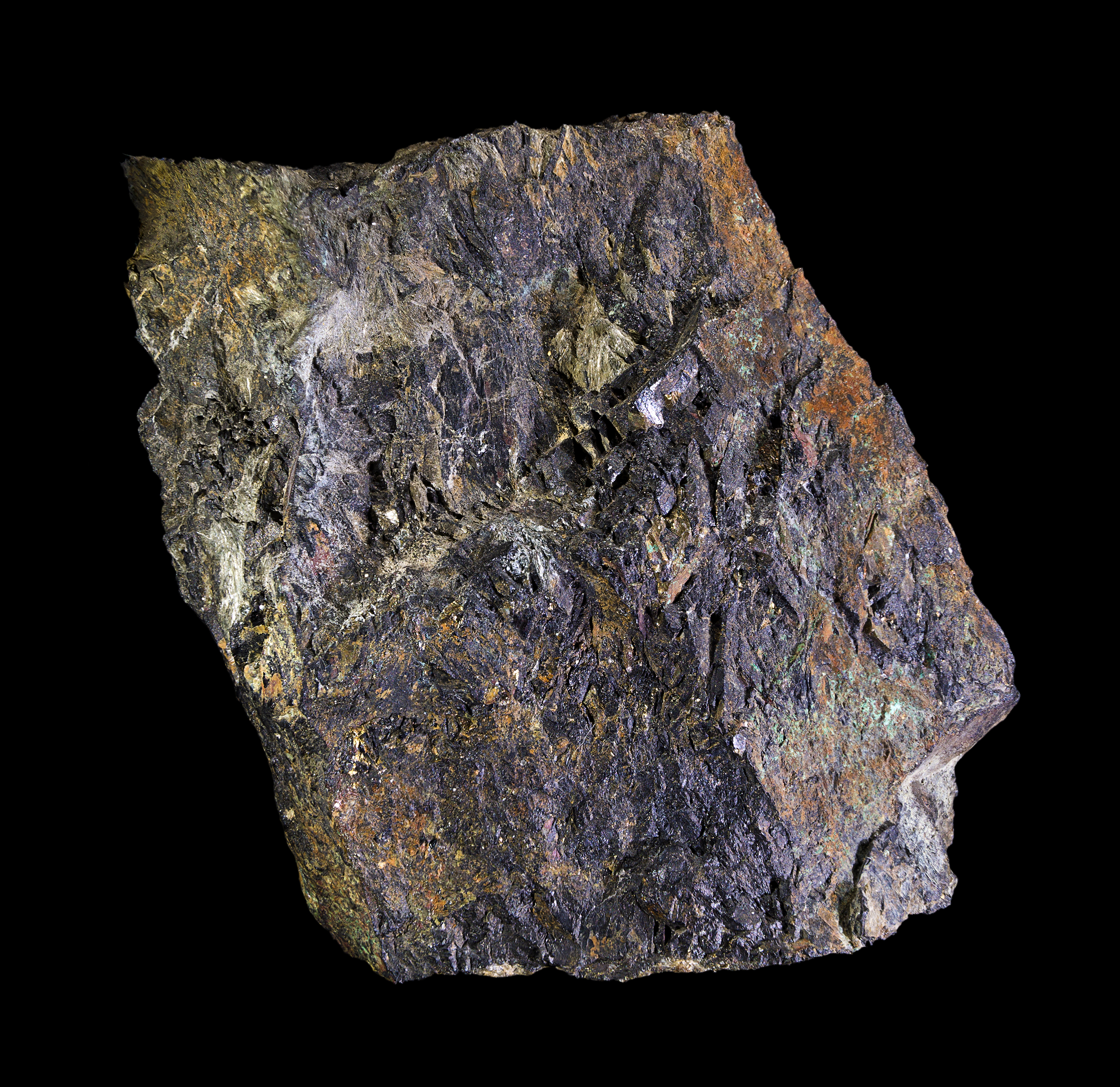
Cerit-Aggregat mit Aktinolith und Brochantit aus der Bastnäs-Mine, Schweden

Cerite bilden sich in hydrothermal in Quarz-Baryt-Carbonatit-Adern mit hohem Gehalt an Selten-Erd-Metallen. Begleitminerale sind unter anderem Aegirin, Allanit, Anatas, Ankylit-(Ce), Barylith, Baryt, Bastnäsit, Katapleiit, Chabasit-Ca, Edingtonit, Epidot, Fluorit, Galenit, Monazit, Quarz, Törnebohmit und Uraninit.
Cerit-(Ce) konnte weltweit bisher (Stand: 2010) an rund 40 Fundorten nachgewiesen werden, so unter anderem in Südaustralien; bei Bobritzsch-Hilbersdorf in Deutschland; Piemont in Italien; bei Bujumbura in Burundi; Ontario und Québec in Kanada; im mongolischen Altaigebirge; Khomas in Namibia; Nordland und Telemark in Norwegen; Ostsibirien, Halbinsel Kola und Ural in Russland; Gauteng in Südafrika; neben seiner Typlokalität Bastnäs-Mine noch in einigen weiteren Regionen vom Västmanland und Dalarna in Schweden sowie in mehreren Regionen von Kalifornien, Colorado, Connecticut und New York in den USA.
Cerit-(La) konnte bisher nur an seiner Typlokalität Hackmantal in Russland nachgewiesen werden.